# Calicoteri
Els calicoteris (Chalicotherium, «bèstia còdol» en llatí) són un gènere de mamífers perissodàctils extints que tingueren una àmplia distribució geogràfica entre l'Oligocè superior i el Pliocè inferior. Vivien a Àsia, Àfrica i Europa. S'assemblaven bastant a les altres espècies de calicotèrids; eren herbívors d'aspecte estrany, amb potes anteriors llargues i dotades d'urpes i potes posteriors més robustes que sostenien el seu pes.